# Verbindingstechnieken

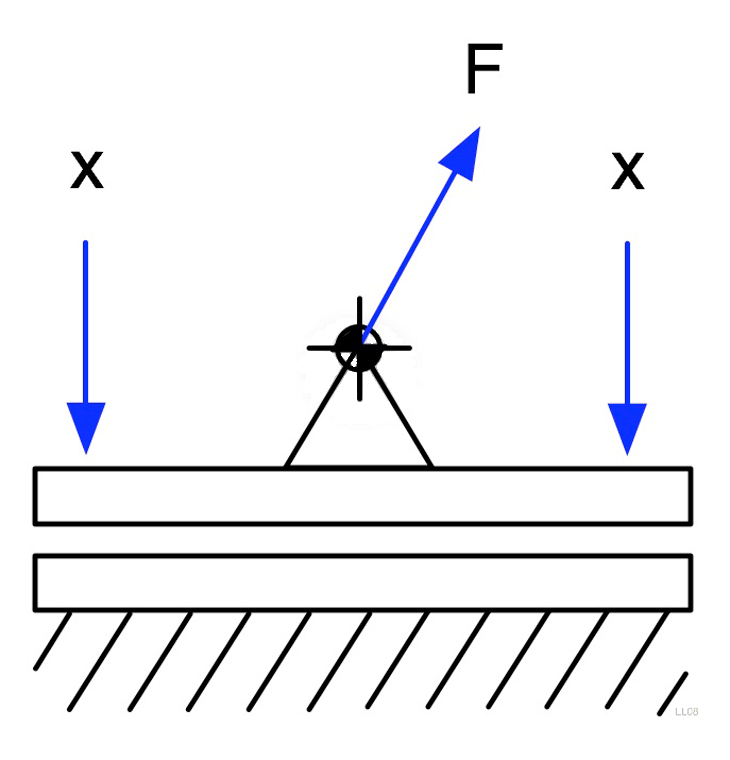
Krachtopsluiting. X = (voorspan)krachten. F = Force (kracht)

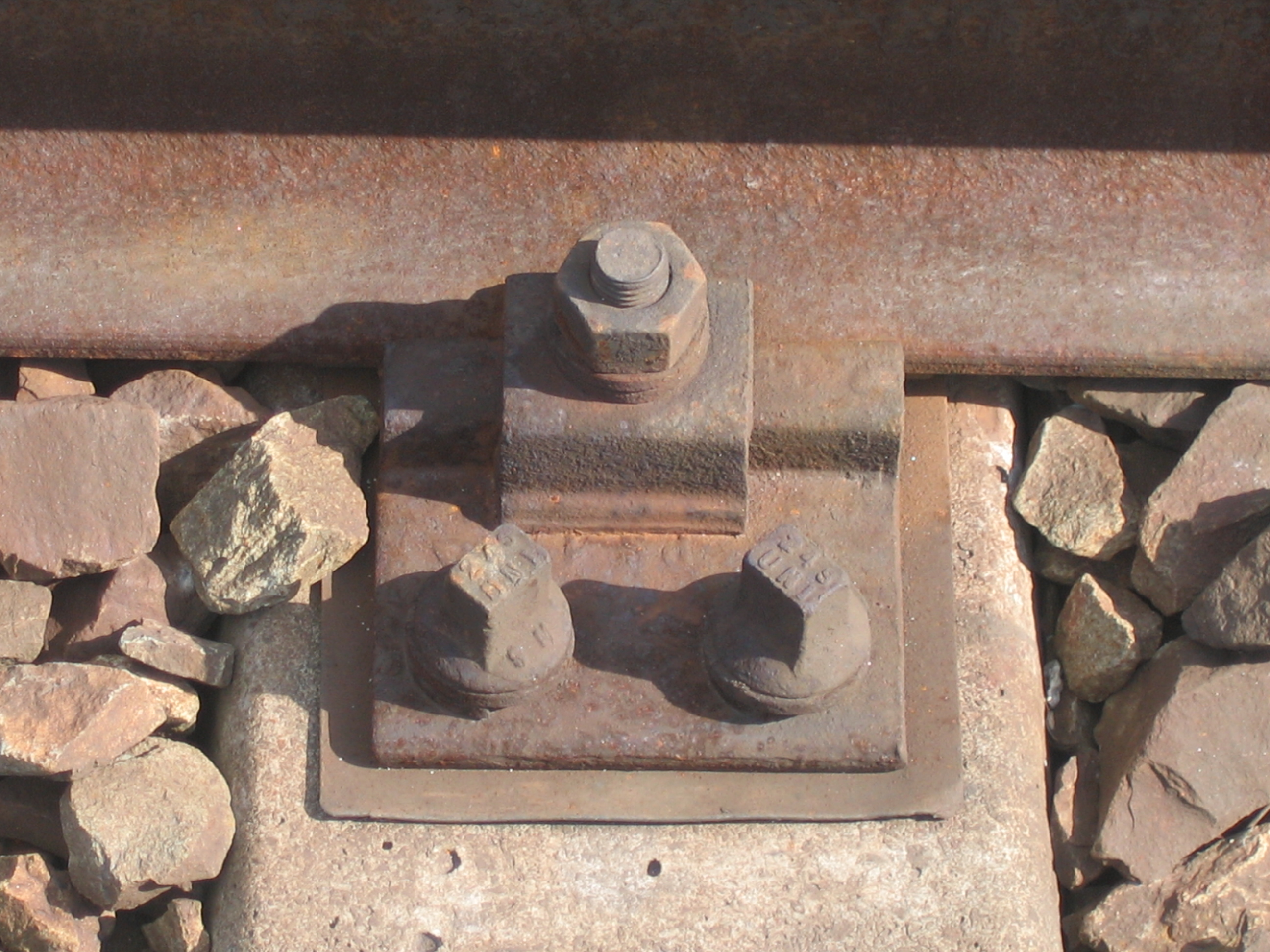
Een schroefverbinding van een spoorstaaf en een dwarsliggers

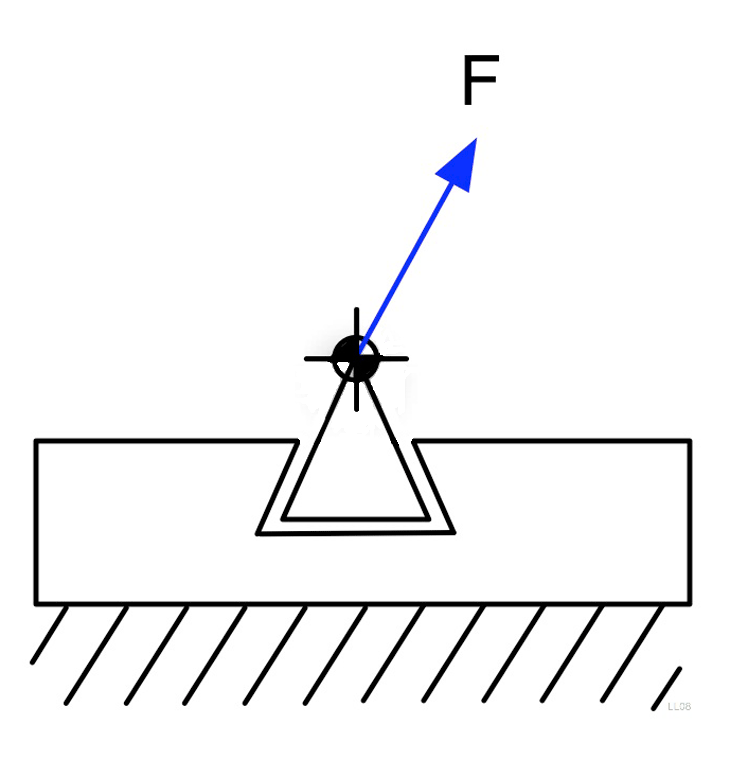
Vormopsluiting. F = Force (kracht)

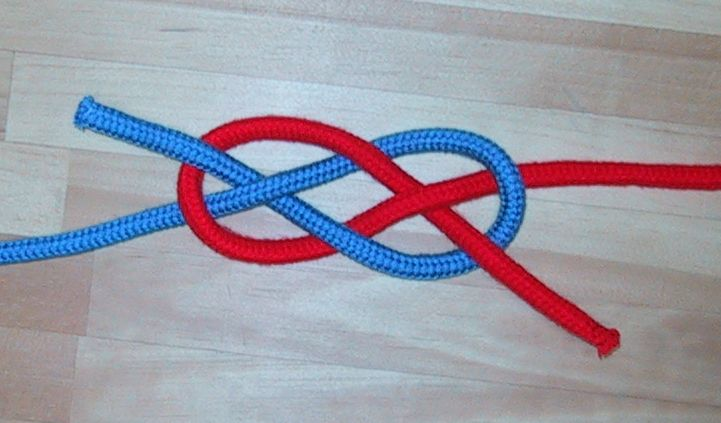
Geknoopt touw

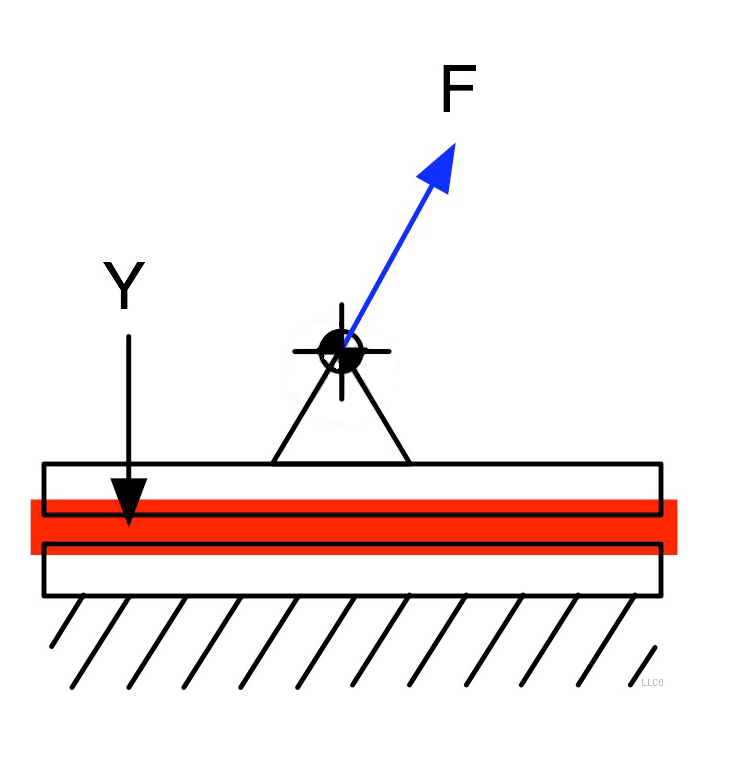
Materiaalversmelting. F = Force (kracht). Y = Versmelting tussen de vlakken

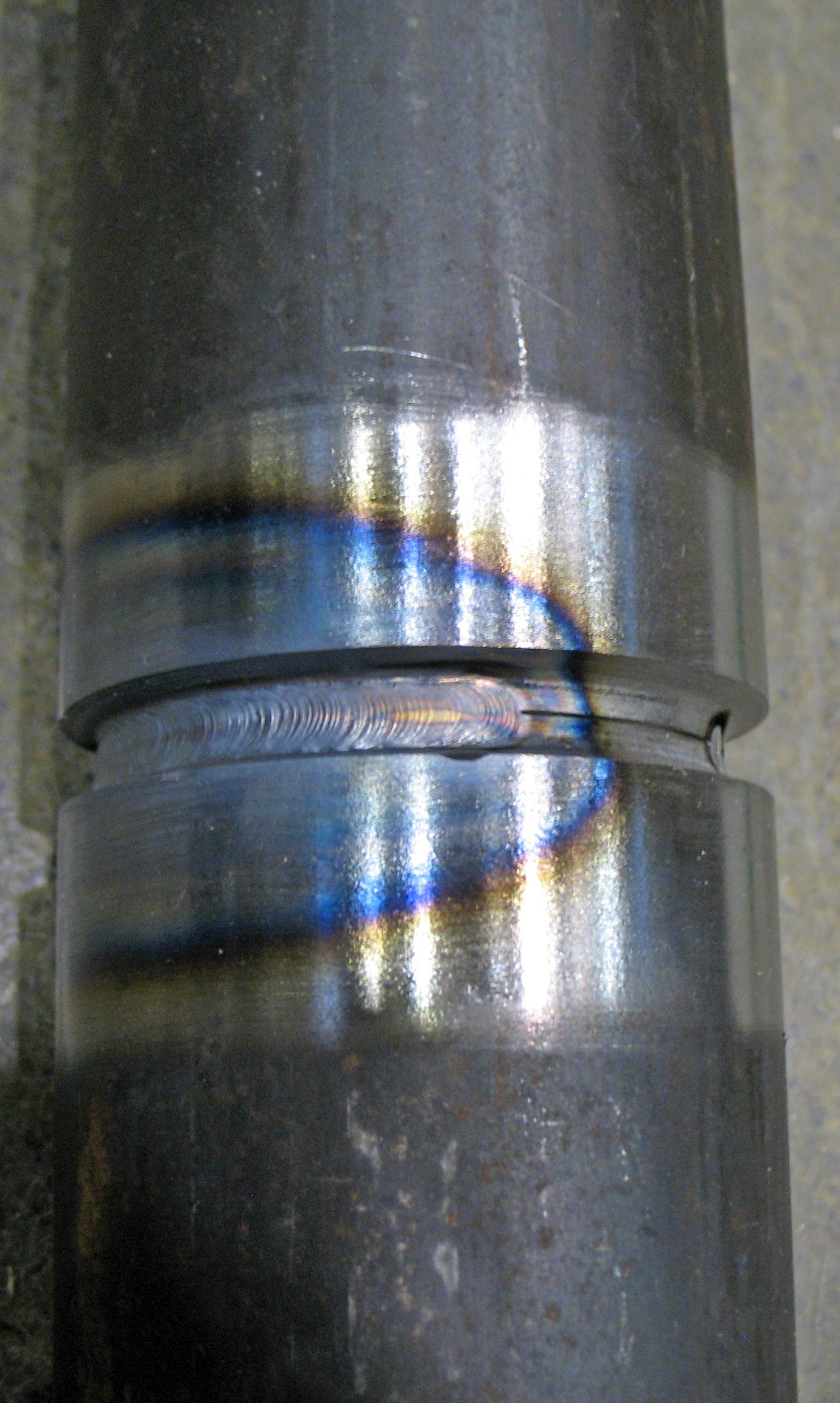
Lasverbinding van twee buizen

Verbindingstechnieken zijn methoden om twee onderdelen aan elkaar te bevestigen, bijvoorbeeld met schroeven, klinknagels, soldeertin of lijm. Verbindingstechnieken zijn te herleiden tot drie basisprincipes: krachtopsluiting, vormopsluiting en materiaalversmelting.

## Krachtopsluiting
Het kenmerk van een verbinding gebaseerd op een krachtopsluiting is dat als de kracht die de te verbinden delen op elkaar drukt, wegvalt, de verbinding niet meer geborgd is. Een krachtopsluiting is weer onder te verdelen in een verbinding die gebaseerd is op een voorspanningkracht of een drukkracht en een wrijvingskracht.
Een voorbeeld van een krachtopsluiting is een verbinding met schroeven. De schroef drukt de te verbinden delen met een kracht tegen elkaar. Als de druk (of de kracht) van de schroef groter is dan de kracht, die de verbindingselementen uit elkaar wil trekken, dan blijft de verbinding in stand. De voorspankracht dient daarom altijd groter te zijn dan kracht die op de verbinding werkt.
Een verbinding met een wig is gebaseerd op een wrijvingskracht. Om de te verbinden delen, ten opzichte van elkaar, te laten bewegen is een (externe) kracht noodzakelijk om de wrijving te overwinnen. Als bijvoorbeeld een fietswiel in los zand zakt, dan kost het veel energie om de fiets voort te bewegen. De wrijvingskracht is daarom altijd tegengesteld aan de op de verbinding uitgeoefende kracht.
Voorbeelden:
- Wig
- Schroeven

## Vormopsluiting
Het kenmerk van een vormopsluiting is dat de krachten veroorzaakt door een belasting, door de vorm, omgezet worden in een drukbelasting op een vlak. Een ander kenmerk is dat de verbinding geen krachten nodig heeft om verbonden te blijven.
Een voorbeeld van een vormopsluiting is de klinknagelverbinding. De verhitte klinknagel wordt in het klinknagelgat geplaatst waarna hij wordt geklonken. Na afkoelen krimpt de klinknagel waardoor de delen op elkaar worden gedrukt. De belasting wordt opgenomen door de wrijvingskracht tussen de delen. Hierdoor kan de verbinding op afschuiving worden belast. De wrijvingskracht voorkomt dat de klinknagel wordt doorgesneden.
Een ander voorbeeld van een vormopsluiting is de knoop in een touw.
Ook het klittenband, de ritssluiting en twee V-vormige spijkers in een constructie zijn vormen van een vormgesloten verbinding.
Vormverbindingen zijn weer onder te verdelen in los- en niet-losneembaar.
- Losneembaar, voorbeelden:
  - Haakverbindingen
  - Messing-en-groefverbinding
  - Zwaluwstaartverbinding
  - Bout-moerverbindingen
  - Spieverbindingen
  - Knopen
  - Tandwielverbindingen
  - Treinkoppelingen

- Niet losneembaar, voorbeelden:
  - Klinknagelverbindingen
  - Felsen
  - Krimpen
  - Nieten

## Materiaalversmelting
Het kenmerk van versmelting is dat de verbinding door atoom- of moleculaire krachten tot stand komt. In het artikel lijmhechtingsmechanismen wordt hier dieper op ingegaan. In het algemeen zijn verbindingen gebaseerd op het versmeltingsprincipe niet losneembaar.
Een las is een voorbeeld van een versmelting. Bij het lassen worden de te verbinden materialen gesmolten. Vervolgens worden, al dan niet met materiaaltoevoegingen, de te verbinden vlakken aan elkaar gesmolten. Bij solderen en lijmen wordt het materiaal zelf niet vloeibaar gemaakt, maar wordt er een verbindend materiaal toegevoegd. Bij lijmen ontstaat de verbinding door een fysische of chemische reactie; bij solderen ontstaat de verbinding doordat toegevoegd vloeibaar middel tussen de te verbinden delen stolt. Smeltlijm is dus eigenlijk geen lijm- maar een soldeertechniek.
Voorbeelden:
- Solderen
- Lassen
- Lijm